# Stenodynerus laetus
Stenodynerus laetus är en stekelart som beskrevs av Giordani Soika 1994. Stenodynerus laetus ingår i släktet smalgetingar, och familjen Eumenidae. Inga underarter finns listade i Catalogue of Life.